# すけとうだら (キャラクター)
すけとうだら（SUKETOUDARA）とは、魔導物語およびぷよぷよシリーズに登場するキャラクターである。略称は「たら」と呼ばれる。

## 設定

### コンパイル時代
手と足が生えた魚の魔物。一人称は「俺様」。身長190cm。体重138kg。
自己中心的でワガママな性格をしている。ダンスが趣味で、周囲の者に踊りを披露するが、いつも「美しくない」とアルルなどに言われ怒り出す。
『ぷよぷよ』シリーズの思考ルーチンは、対戦開始直後にぷよを4段目まで埋めるように高速で積み上げていく通称「たら積み」が特徴。
『ぷよぷよ通』及びそのグラフィックを流用した『ぷよぷよBOX』では、対戦画面での負けた時のグラフィックは刺身にされた状態の描写となっている。
『ぷよぷよ〜ん』では、GBC版以外の特技は「フィニーッシュ」、GBC版の特技は「ビルドアップ」。『ぷよぷよBOX』の「ごちゃまぜぷよぷよ」では、初代ぷよぷよスタイルの敵キャラとしてのみの登場なので特技はない。

### セガ時代
セガ製作の作品群では、『ぷよぷよ! Puyopuyo 15th anniversary』からプレイアブルキャラクターとして登場しており、『ぷよぷよ!』、『ぷよぷよクロニクル』以外では最初から使用可能である。
手足の生えた魚という設定や一人称、ダンスを趣味とする点はコンパイル時代と同じである。旧シリーズでも知られた「タラ積み」は健在。
テンションが高い一方、 『ぷよぷよ!! Puyopuyo 20th anniversary』では旧作に近い傍迷惑な人物として描かれている。
また、 英語版『ぷよぷよテトリス』では「Oh my cod!」（"God"（神）と"Cod"（鱈）をかけたシャレ）など、海洋生物のダジャレがセリフに組み込まれていることが多い。
テーマ曲は「Let's dancing together!」（15th）、妖しいダンスシューズ（20th）である。

## 各作品における活躍

### コンパイル時代
初出はMSX2版『魔導物語1』である。
『アルル漫遊記』（DS13号）では源義仲として登場。『はめきん』（DS12号）では地下3階（冒険のフロア）の監視員、『魔導師の塔』（DS16号）では5階の試験官、『わくわくぷよぷよダンジョン』ではウォーターパラダイスの中ボスを担当。

### セガ時代
『ぷよぷよ7』ではアルル（ダークアルル）に騙されてりんごとぷよ勝負をすることになる。その後、アルルを探すためりんごとアミティに同行する。
『ぷよぷよ!! Puyopuyo 20th anniversary』ではすっかりプリンプタウンに馴染んでおり、海岸に住み着いている。プリンプの住人からは「いつもおどっているサカナ」と呼ばれている。
『クロニクル』RPGモードではサブクエストに登場する。彼を仲間にしなくてもクリアはできるが、仲間にしなければそれ以外のモードではプレイアブルとして使用することができない唯一の隠しキャラクターである。
『ぷよぷよパズルポップ』では海岸近くに来た人にダンスを強引に誘うという夢を聞いたメエーナに魔法をかけられてしまい、普段とは異なる口調で誘って相手を困惑させてしまう。

## キャラクターデザイン
多くの作品では、名前の由来となった実在のスケトウダラからはややかけ離れた丸っこく赤い姿をしているが、リアル指向のPC-98版『魔導物語1』のみ実物のスケトウダラに手足を生やした風貌をしている。
版権がセガに移籍した後もほぼ同じデザインであり、シリーズを通して一貫している。三瓶は彼のデザインについて、あらゆる衣装を着せたり、着ぐるみにしても違和感がないと述べ、「状況を選ばない、懐の大きいデザインですね。」と評している。

## 現実世界での扱い
ぷよぷよシリーズでは大抵の作品に出演し、コンパイル時代、セガ時代を通じて広告塔のような立場にある。
たとえば、『ぷよぷよSUN』の各機種のテレビCMではそれぞれ、アーティスティックスイミング（SS版）やロッククライミング（N64版）、スカイダイビング（PS版）をそれぞれ披露している。
また、2006年に発売された『ぷよぷよ!』のテレビCMでは蛯原友里と共演しているほか、2021年の『ぷよぷよ!!クエスト』のリニューアルに合わせて放送されたテレビCMでは、カーバンクルとともに出演者の福原遥へ同作を勧める役柄で登場している。
カーバンクル同様着ぐるみやグッズも存在しており、セガ時代においては2016年にあおぷよとセットでガレージキットが発売された。

## すけとうだらを演じた人物
担当声優
- 青野武 - PCE版『ぷよぷよCD』、PCE版『ぷよぷよCD通』
- 秋山泰俊SSS - 『ぷよぷよSUN』、『たいぷdaぷよぷよ』、『みんなでぷよぷよ』
- 橘黄昏 - 『わくわくぷよぷよダンジョン』、『魔導RUN』、SS版『魔導物語』
- 長島雄一（現・チョー） - 『ぷよぷよ〜ん』、『ぷよぷよDA! -featuring ELLENA System-』
- 菅沼久義 - 『ぷよぷよ！』以降のセガシリーズ

担当俳優
- 佐々木久依 - SS版『ぷよぷよ通』テレビCM

菅沼は2014年2月に投稿したツイートの中で、中学生のころに『ぷよぷよ通』を遊んでいたことについて触れたうえで、自分がまさかすけとうだらを演じることになるとは思っていなかったと振り返っている。

## 反響

### 反響（コンパイル時代）
| 回     | 対象号 | 結果 | 備考                                                                                          | 注     |
| ------ | ------ | ---- | --------------------------------------------------------------------------------------------- | ------ |
| 第1回  | 7号    | -    |                                                                                               | [ 10 ] |
| 第2回  | 8号    | -    | アンケートはがきの不備により実施できず                                                        | [ 11 ] |
| 第3回  | 9号    | -    |                                                                                               | [ 12 ] |
| 第4回  | 10号   | -    |                                                                                               | [ 13 ] |
| 第5回  | 11号   | -    |                                                                                               | [ 14 ] |
| 第6回  | 12号   | -    |                                                                                               | [ 15 ] |
| 第7回  | 13号   | 圏外 | 『アルル漫遊記』にて登場                                                                      | [ 16 ] |
| 第8回  | 14号   | -    |                                                                                               | [ 17 ] |
| 第9回  | 15号   | -    |                                                                                               | [ 18 ] |
| 第10回 | 16号   | -    |                                                                                               | [ 19 ] |
| 第11回 | 17号   | -    |                                                                                               | [ 20 ] |
| 第12回 | 18号   | 19位 | 『セリリのはっぴーばーすでぃ』にて登場 『カシス・クォーダ』にて登場したカシス・クォーダと同位 | [ 21 ] |
| 第12回 | 19号   | 7位  | 『魔導RUN』にて登場                                                                           | [ 22 ] |
| 第13回 | 20号   | 17位 | 『なぞぷよ』にて登場                                                                          | [ 23 ] |
| 第14回 | 21号   | -    |                                                                                               | [ 24 ] |
| 第15回 | 22号   | 14位 | 『魔導対戦はさむんちょ』にて登場                                                              | [ 25 ] |
| 第16回 | 23号   | -    |                                                                                               | [ 26 ] |
| 第17回 | 24号   | -    |                                                                                               | [ 27 ] |
| 第18回 | 24号   | -    |                                                                                               | [ 28 ] |
| 第19回 | 25号   | -    |                                                                                               | [ 29 ] |